# Maria Józefa Sobieska
Maria Józefa Wesslówna Sobieska (ur. ok. 1685, zm. 4 stycznia 1761 w Warszawie) – córka starosty ostrowieckiego Stanisława Wessla i Barbary Starhemberg, żona królewicza polskiego Konstantego Władysława Sobieskiego.

## Życiorys
Najprawdopodobniej od 1702 Maria Józefa Wesslówna przebywała w Oławie na dworze brata swojego przyszłego męża, Jakuba Ludwika Sobieskiego. 18 listopada 1708 w Gdańsku poślubiła Konstantego Władysława Sobieskiego, syna króla polskiego Jana III Sobieskiego. Małżeństwo królewicza ze starościanką spotkało się z negatywną opinią, szczególnie ze strony matki Konstantego królowej Marii Kazimiery. 
Wkrótce po ślubie z Józefą Konstanty Władysław wyjechał zagranicę, a w 1711 podjął pierwsze kroki rozwodowe. Początkowo Maria Józefa zgadzała się na rozwód, o czym informowała w listach swą teściową, jednak pragnęła uzgodnić możliwie najbardziej korzystne jego warunki. Po śmierci Marii Kazimiery Wesslówna zrezygnowała z zapisanego jej przez męża dożywocia w zamian za respektowanie ważności małżeństwa z Sobieskim. W maju 1719 Sobieska opuściła klasztor sakramentek w Warszawie, gdzie przebywała na czas procesu rozwodowego. W 1720 królewiczowa zakupiła dwór w Warszawie od królewskiego dworzanina Franciszka Manteuffla-Kiełpińskiego.
W 1724 wieloletni proces rozwodowy Wesslówny i Sobieskiego zakończył się ostatecznym zatwierdzeniem prawomocności małżeństwa. W listopadzie 1725 doszło do ostatecznego pogodzenia się małżonków, którzy zamieszkali razem w Żółkwi. Zdaniem części badaczy pod koniec tegoż roku Maria Józefa urodziła królewiczowi martwego syna, jednak jest to mało prawdopodobne ze względów chronologicznych. 22 lipca 1726 Konstanty Władysław Sobieski zmarł i Maria Józefa została wdową. 
Po śmierci męża, wiosną 1727 Maria Józefa zawarła umowę ze swoim szwagrem Jakubem na mocy której przez kolejne półtora roku zarządzała majątkiem królewicza Konstantego w Żółkwi, Pomorzanach i Tarnopolu. W styczniu 1729 królewiczowa opuściła Żółkiew i zamieszkała we Lwowie, skąd rok później przeniosła się do Pilicy, gdzie w 1730 roku zakupiła dobra miejskie obejmujące miasto z zamkiem i pałacem oraz trzynaście sąsiadujących z nim wsi. W latach 1731–1740 Maria Józefa Sobieska dokonała przebudowy pałacu w Pilicy, w którym rezydowała, a następnie ufundowała zespół klasztorny reformatów w Pilicy. W 1735 r. kupiła kamienicę Pod Obrazem przy Rynku w Krakowie. 
Po sprzedaniu dóbr pileckich bratankowi Teodorowi, w 1753 Maria Józefa ponownie zamieszkała w klasztorze sakramentek w Warszawie. Tam zmarła 4 stycznia 1761 na raka piersi, przed śmiercią zapisując majątek bratankom i bratanicom. Pogrzeb Marii Józefy z Wesslów Sobieskiej odbył się 7 stycznia 1761 w kościele św. Kazimierza na Nowym Mieście, gdzie do powstania warszawskiego w 1944 znajdował się jej nagrobek.